# Liang Jiahong
Liang Jiahong, född 6 mars 1988, är en friidrottare från Kina. Han deltog vid olympiska sommarspelen 2008 och olympiska sommarspelen 2012.